# 瑪格達蓮娜·里巴里科娃

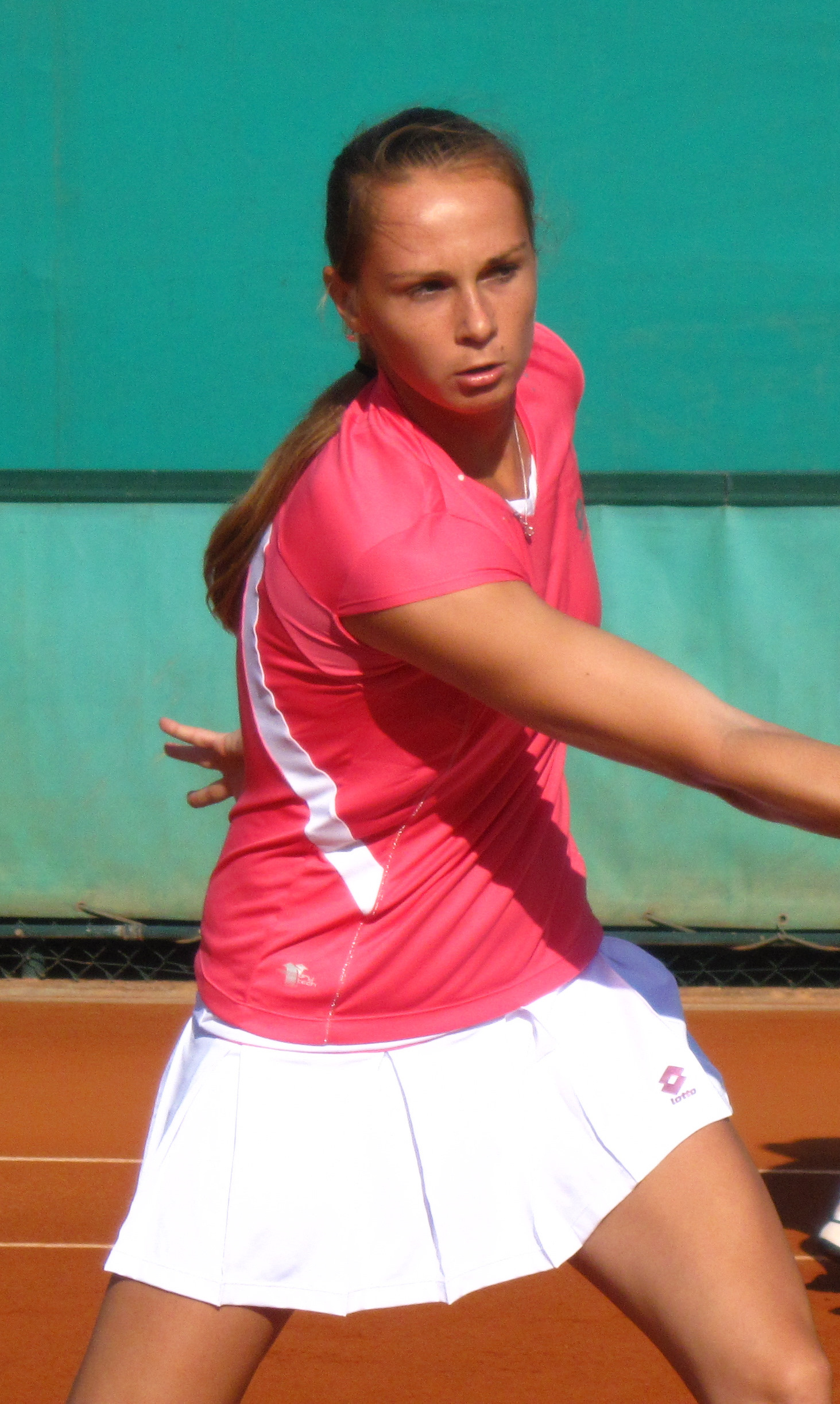
2009年

瑪格達蓮娜·里巴里科娃（1988年10月4日—）是一位斯洛伐克女子網球選手。她在2009年的伯明翰AEGON經典賽中擊敗中國選手李娜而奪得第一個單打冠軍後開始成名。

## 外部連結
- 瑪格達蓮娜·里巴里科娃的国际女子网球协会官方資料（英文）
- 瑪格達蓮娜·里巴里科娃的國際網球總會 職業／青少年 官方資料（英文）
- Fed Cup - Player profile - Magdalena RYBARIKOVA (SVK) （页面存档备份，存于）

1. ↑  Women's Tennis Association. . Women's Tennis Association. 24 March 2011  [26 March 2011]. （原始内容存档于2011年5月7日）.